# Casella (Asolo)
Casella is een plaats (frazione) in de Italiaanse gemeente Asolo.